# 708
708 (DCCVIII) var ett skottår som började en söndag i den julianska kalendern.

## Händelser

### Januari
- 15 januari – Sedan Johannes VII har avlidit året innan väljs Sisinnius till påve.[1]

### Mars
- 25 mars – Sedan Sisinnius har avlidit efter endast tre veckor på påvestolen väljs Constantinus till påve.

## Födda
- Li Guangbi, kinesisk general.

## Avlidna
- 4 februari – Sisinnius, påve sedan 15 januari detta år.